# Jan Hertl (historik)
Jan Hertl (5. května 1906 Smíchov – 19. listopadu 1965 Jemniště) byl český historik a sociolog.
Mládí prožil v Brně, poté studoval v Praze na Univerzitě Karlově historii (u J. Bidla a J. Šusty) a sociologii (u B. Foustky). Byl poradcem nakladatelství Hokr, vědeckým redaktorem nakladatelství Melantrich zodpovědným za vydávání Šustových Dějin lidstva a Vysokoškolských rukovětí, redaktorem nakladatelství Vyšehrad. Patřil k zakladatelům časopisu Řád. Publikoval v časopisech Venkov, Brázda, Přítomnost, Sociální otázky, Zemědělské snahy, Česká věda aj., někdy pod pseudonymy Fr. Gregor, J. Moravec, J. Martínek, Spectator a Vzdoroslavíček. Mezi jeho přátele a spolupracovníky patřili F. Lazecký, J. Vilikovský, B. Štorm, A. Opasek, J. Zahradníček, R. Voříšek či B. Fučík.
Od roku 1937 byl rytířem Vojenského a špitálního řádu sv. Lazara Jeruzalémského.
Od roku 1945 učil Jan Hertl na gymnáziu v Benešově, věnoval se regionálnímu bádání, životu K. H. Máchy a blanickým a svatoprokopským legendám. Byl okresním konzervátorem, později ředitelem pobočky Vlastivědného muzea Podblanicka v Benešově, později pobočky v Jemništi.
Ve svém díle se zabýval zejména otázkami vztahu města a vesnice.